# Герб Сомалі
Сучасний Герб Сомалі був прийнятий 10 жовтня 1956 року, коли країна ще не була незалежною державою. Після проголошення незалежності британського та італійського Сомалі і об'єднання їх в єдину державу, символізм п'ятипроменевої зірки в гербі Сомалі набув нового значення — об'єднання всіх сомалійців, які живуть в п'яти різних державах (Джибуті, Кенія, Сомалі, Сомаліленд, Ефіопія), в єдину державу — Велике Сомалі.
Поки не вдалося виявити ранній опис герба, але Конституція Сомалійської Демакратичної Республіки, (утверджена 25 серпня 1979 року й набрала чинності в 1984 році) містить такий опис гербу Сомалі:
|  | Герб Демократичної Респібліки Сомалі являє собою лазуровий щит із золотою облямівкою, що має в центрі срібну п'ятипроменеву зірку. Щит увінчаний стилізованою золотою короною з п'ятьма зубцями і підтримується двома зверненими один до одного леопардами природного кольору, що стоять на скріплених золотою стрічкою схрещених списах під схрещеними зеленими пальмовим гілками. |

Герб Британського Сомалі 1903—1950 рр.
Герб Британського Сомалі 1950—1960 рр.
Герб Італійського Сомалі 1919—1956 рр.